# Za soumraku
Za soumraku – tomik wierszy czeskiego poety Josefa Václava Sládka, opublikowany w 1907. Utwory składające się na tomik mają charakter elegijny.